# Borderline (album)
Pour les articles homonymes, voir Borderline.
Albums de Ry Cooder
Bop till You Drop
(1979) The Long Riders
(1980)
Borderline (1980) est le 9e album du guitariste, chanteur et compositeur américain, Ry Cooder.

## Titres de l’album
1. 634-5789 (Soulsville, U.S.A.) (Steve Cropper, Eddie Floyd) - 2:56
2. Speedo (Navarro) - 3:20
3. Why Don't You Try Me (Young) - 4:54
4. Down in the Boondocks (South) - 3:21
5. Johnny Porter (Appleberry) - 5:21
6. The Way We Make a Broken Heart (John Hiatt) - 4:28
7. Crazy 'Bout an Automobile (Every Woman I Know) (Emerson) - 5:03
8. The Girls from Texas (Chambers, Holiday, Lewis) - 4:40
9. Borderline (Cooder) - 3:19
10. Never Make Your Move Too Soon (Hooper, Jennings) - 6:08

## Musiciens
- Ry Cooder - guitare, guitare basse, mandoline, chant
- Tim Drummond - guitare basse
- Willie Green Jr. - voix
- William "Bill" Greene - voix
- Jesse Harms - synthétiseur
- John Hiatt - guitare, voix
- Jim Keltner - batterie
- Bobby King - voix
- Reggie McBride - guitare basse
- George Pierre - percussions
- William D. "Smitty" Smith - orgue, piano, claviers, voix